# فيكتور مارتينيز
فيكتور مارتينيز (بالإسبانية: Víctor Martínez) هو لاعب كرة قاعدة فنزويلي، ولد في 23 ديسمبر 1978 في سيوداد بوليفار في فنزويلا.

## وصلات خارجية
- فيكتور مارتينيز على موقع دوري كرة القاعدة الرئيسي (الإنجليزية)
- فيكتور مارتينيز على موقعبيزبول رفرنس.كوم (الدوري الرئيسي) (الإنجليزية)
- فيكتور مارتينيز على موقعبيزبول رفرنس.كوم (الدوري الثانوي) (الإنجليزية)
- فيكتور مارتينيز على موقع إي إس بي إن.كوم (أم.أل.بي) (الإنجليزية)
- فيكتور مارتينيز على موقع مشجعي الرسوم البيانية (الإنجليزية)